# Таганов Дмитро Анатолійович
Дмитро Анатолійович Таганов (ерз. Дмитрий Тагановонь), також відомий під псевдонімом Митё  Таганонь (народився 2 січня 1971 року в Староборискіно) — ерзянський поет.

## Біографія
Народився 2 січня 1971 року в селі Староборискіно (Північний район Оренбурзької області). У віці 9 років переїхав у Хільден, де закінчив середню школу. У 1990 році закінчив Бугурусланське медичне училище, потім вступив в Оренбурзький державний медичний університет за фахом «Лікувальна справа», спеціальність «Анестезіологія — реанімація». Під час навчання відвідував з 1992 року заняття в обласному літературному об'єднанні імені В.І. Даля і опублікував першу збірку віршів у саранському журналі «Сятко» («Іскра») та газеті «Оренбуржье». У 1998 році закінчив Оренбурзький медичний інститут, почав роботу в лікарнях Оренбурга і Бугуруслана. З 2001 року Дмитро Таганов є завідувачем відділенням реанімації Бугурусланської центральної районної лікарні.
Таганов є членом Спілки письменників Росії. Його вірші опубліковані в таких журналах, як «Чилисема», «Странник», «Дон», оренбурзькому альманасі «Гостинний двір», газетах «Эрзянь правда», «Эрзянь Мастор», «Вечірній Оренбург», «Південний Урал», «Оренбуржжя», «Оренбурзький тиждень», «Нове покоління» та інших. Вірші Таганова увійшли до збірки «Червоний кут», «І з піснею молодість повернеться», «Онуки віщого Бояна» (м. Оренбург), «О любви — Кельгомать колга — Вечкемадо» (м. Саранськ), «Пӧсь öö» (Гаряча ніч, Таллінн). Тагановим випущені ерзянською збірки віршів «Сола вал» («Слово ніжне», Саранськ, 1997) і «Седейсэ тарка» («Місце в серці», 2009). Переклад віршів на російську здійснили Євген Семичев, Діана Кан і Людмила Єсаулова (переклади Семичева в 2008 році вийшли в самарському збірнику «Аргуван»).